# Nicu Stoenescu
Nicu Stoenescu (n. 22 decembrie 1911, Focșani - d. 1989, București) a fost un solist de romanțe și tangouri, activ mai ales în perioada interbelică. A fost soțul cântăreței Dorina Drăghici.

## Biografie
S-a născut la data de 22 februarie 1911 în orașul Focșani, județul Vrancea.
Începe să ia lecții de canto muzical cu profesorul Quarto Santareli. 
În anul 1939 debutează la casa de discuri Electrecord cu primele înregistrări, două cântece populare: „Du-mă Doamne, du-mă iar” și „Lele, Lelișoara mea” cu acompaniamentul orchestrei lui Jean Dumitrescu.
Între anii 1943 - 1945 susține numeroase concerte și spectacole pe front, în Ungaria și Cehoslovacia. Concertează frecvent la Radio, la Ora răniților alături de importante formații de muzică ușoară și populară. În această perioadă a imprimat numeroase melodii la casele de discuri Columbia Records și Electrecord
A lansat numeroase șlagăre de muzică ușoară românească, printre care Inimă de ce nu vrei să-mbătrânești de Nicolae Kirculescu, Aș vrea de Constantin Cârjan sau La Miami de Liana Delescu. 
A fost căsătorit cu solista Dorina Drăghici, cu care a cântat la restaurantul „La Parcul Virgiliu” împreună cu orchestra lui Nicu Stănescu și clarinetistul Iliuță Rudăreanu.
Între 1947-1950 este angajat la Teatrul de estradă al R.P.R., unde susține o serie de spectacole, iar între 1958-1968 este angajat solist al Teatrului „Constantin Tănase” din București, avându-l coleg scenic pe Gică Petrescu. 
Începând cu anul 1968 este angajat ca solist al Teatrului „Ion Vasilescu”. În această perioadă, întreprinde numeroase turnee în țară cu spectacolele de revistă „Să cânte muzica”, „Grădina melodiilor”, „Nuntă la revistă” etc.
A participat la numeroase ediții ale Festivalului „Crizantema de aur”, atât ca interpret cât și ca membru în juriu, avându-i colegi pe Rodica Bujor, Ioana Radu, Petre Gusti, Alexandru Grozuță, Ion Luican, Emil Gavriș și Angela Moldovan. 

## Decesul
Moare în anul 1989 la București.